# Athletes
Athletes é um gênero de mariposa pertencente à família Bombycidae.